# Rifugio Gian Federico Benevolo
Il rifugio Gian Federico Benevolo è un rifugio situato nel comune di Rhêmes-Notre-Dame (AO), in Val di Rhêmes, nelle Alpi Graie a 2.287 m s.l.m.

## Caratteristiche e informazioni
Il rifugio ha una capienza di 70 posti letto ed è dotato di un'area ristorante con cucina.

## Accessi
Il sentiero per il rifugio è molto semplice e senza alcuna difficoltà. Solo l'ultimo tratto può risultare un poco difficile dato il leggero aumento della sua pendenza. La durata del percorso dalla località Thumel (1889 m) è di circa 1,30 h.

## Ascensioni
Dal rifugio Benevolo è possibile ascendere in diverse mete alpine/turistiche:
- Meta escursionistica: Lago Goletta (2.751 m). Una meta spesso visitata per la particolare posizione del lago, proprio sotto al vasto ghiacciaio della Granta Parey. Il percorso dal rifugio Benevolo dura 1.15. Il primo tratto consiste in una ripida salita (1 h circa), il secondo e ultimo tratto è pianeggiante ma si insinua attraverso ad una morena.
- Meta escursionistica: Lago di Sainte-Hélène (o de Tsanteleina) (2.715 m). Una meta molto considerata per il suo semplice percorso, senza particolari difficoltà, il lago di Sainte-Hélène offre una  vista della Val di Rhêmes e della parete della Granta Parey.
- Meta alpinistica: Col de la Golette (3.120 m)
- Meta alpinistica: Col Bassac Déré (3.082 m)
- Meta alpinistica: Col Bassac (3.154 m)
- Meta alpinistica: Colle di Rhêmes (3.101 m)
- Meta alpinistica: Gran Vaudala (3.272 m)
- Meta alpinistica: Becca della Traversière (3.337 m)
- Meta alpinistica: Granta Parey (3.386 m)
- Meta alpinistica: Tsanteleina (3.601 m)

## Traversate
- Rifugio Mario Bezzi (2.284 m). Per questa traversata si può optare di passare per il col Bassac Déré (3.082 m) oppure per il col Bassac (3.154 m).
- Rifugio città di Chivasso (2.604 m). Per questa traversata si può passare per il col Rosset (3.023 m) oppure per il colle Basei (3.176 m).